# هانس باومان
هانس باومان (بالإنجليزية: Hans Baumann)‏ هو مؤرخ أمريكي، ولد في 1930 في ألمانيا.